# Dermechinus
Dermechinus is een geslacht van zee-egels uit de familie Echinidae.

## Soorten
- Dermechinus horridus (A. Agassiz, 1879)